# Souhvězdí Poniatowského býka

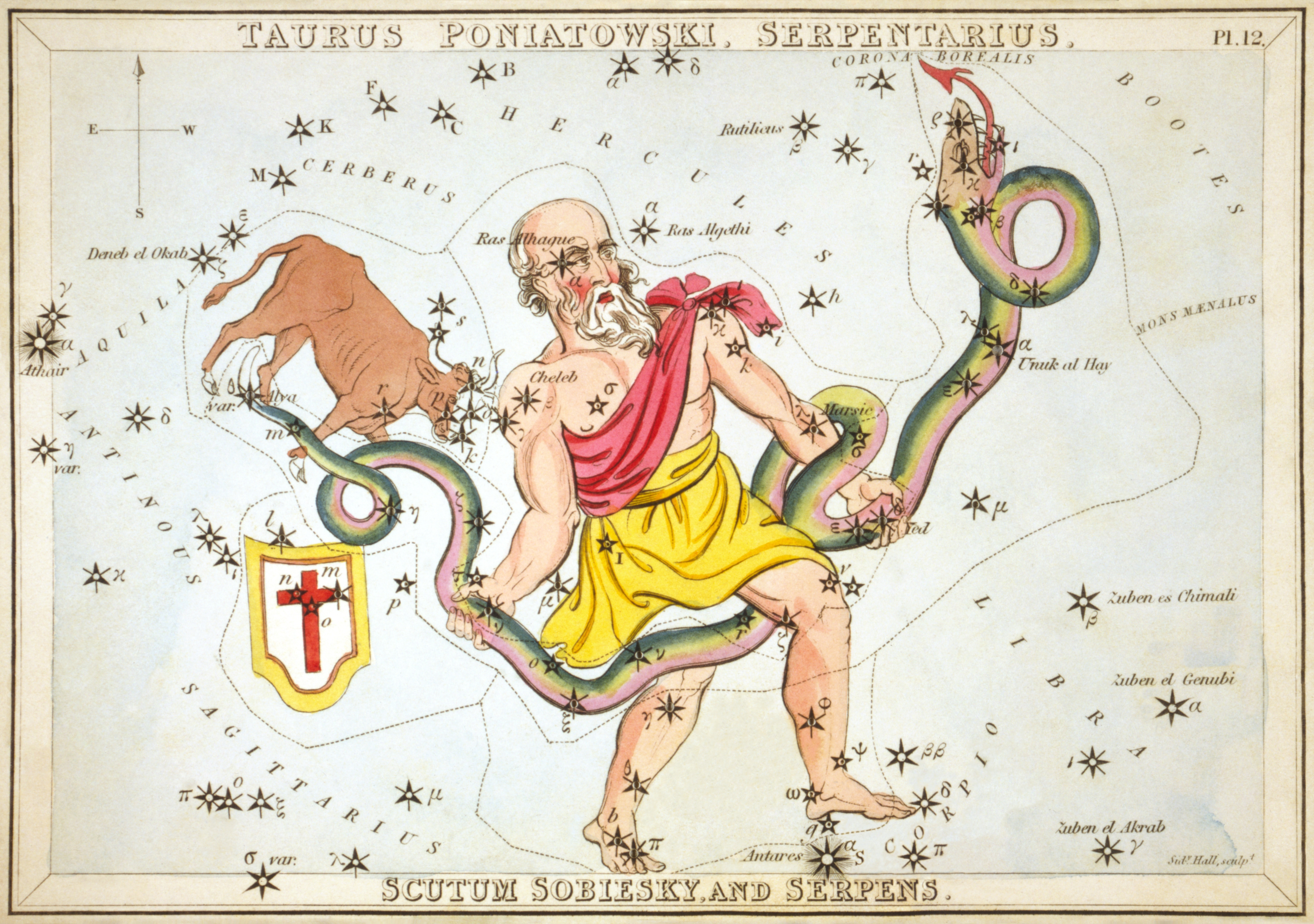
Hadonoš držící Hada, jak je znázorněn na kartě souhvězdí vydané v Londýně kolem roku 1825 (Zrcadlo Úranie). Nad ocasem hada je souhvězdí Poniatowského býka a pod ním je souhvězdí Štítu.

Taurus Poniatovii (lat., česky Poniatowský býk) bylo souhvězdí vytvořené bývalým rektorem Vilniuské univerzity Marcinem Odlanickim Poczobuttem v roce 1777 na počest Stanislava II. Augusta Poniatowského, krále polského a velkovévody litevského. Bylo vklíněno mezi souhvězdí Hadonoše, Orla a Ocasu Hada. Skládalo se z hvězd, které jsou dnes považovány za součást souhvězdí Hadonoše a Orla. Zobrazení souhvězdí lze nalézt na stěně astronomické observatoře Vilniuské univerzity. Mezinárodní astronomická unie souhvězdí vyřadila z oficiálního seznamu souhvězdí v roce 1930.

## Hvězdy

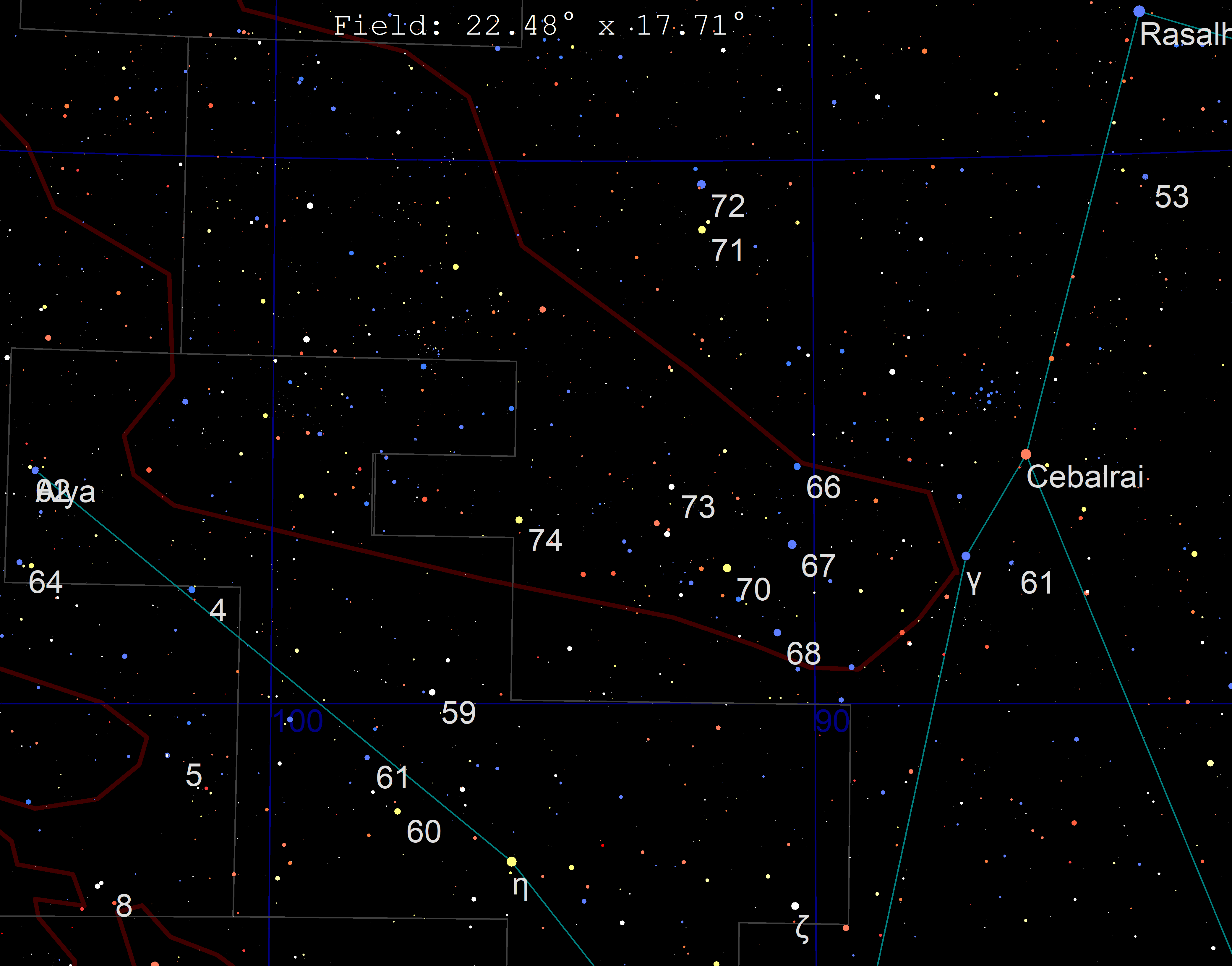
Původní hvězdy zařazené do souhvězdí Poniatowského býka

Erb rodu Poniatowských

Hvězdy byly vybrány pro podobnost uspořádání se skupinou Hyád, která tvoří „hlavu“ souhvězdí Býka. Ještě předtím byly některé hvězdy Poniatowského býka součástí starobylého souhvězdí Řeky Tigris. Nejjasnější z těchto hvězd je 72 Oph (3,7 magnitudy) v rohu býka. Tlama býka je tvořena 67 Oph (4,0), 68 Oph (4,4) a 70 Oph (4,0). Pět nejjasnějších hvězd patří do volné otevřené hvězdokupy Collinder 359 nebo Melotte 186. Barnardova hvězda je také uvnitř hranic tohoto bývalého souhvězdí. Některé menší hvězdy (5. a 6. magnitudy) nyní v souhvězdí Orla tvořily tělo býka.